# Fregetta
A Fregetta a madarak (Aves) osztályának a viharmadár-alakúak (Procellariiformes) rendjébe, ezen belül a viharfecskefélék (Hydrobatidae) családjába tartozó nem.

## Rendszerezés
A nembe az alábbi 3 faj tartozik:
- fehérhasú viharfecske (Fregetta grallaria) (Vieillot, 1817)
- új-zélandi viharfecske (Fregetta maorianus) (Mathews, 1912) – kihalt vagy kritikus helyzetű; korábban az Oceanites madárnembe sorolták, azonban a Fregetta-fajokkal áll közelebbi rokonságban[1][2]
- feketehasú viharfecske vagy Gould-viharfecske (Fregetta tropica) (Gould, 1844)